# Буковлък
Бýковлък е село в Северна България. То се намира в община Плевен, област Плевен. Буковлък е най-голямото село в Плевенска област и трето по големина в Северна България. В селото живеят 4379 души по настоящ адрес към 15.09.2022 г.

## География
Селото се намира на 5 km от общинския и областен център Плевен и на 176 km от столицата София.

## История и празници
Веднъж годишно се провежда Курбанът на селото, в близка местност край него. Празникът е свързан с богато меню от храни и напитки, празнични песни и танци и е емблема на преобладаващата етническа многочисленост в селото. Празникът е възобновен със съдействието на кмета на Буковлък Росен Русанов и е един от най-тачените от местното население, наред с 8 април (Международния ден на циганите), Гергьовден, 14 януари (Банго Васил), Сбора на селото през есента както и 20 януари, ден, в който група доброволци, се преобличат като Кобила и други животни и обикалят къщите на местните хора с пожелание за здраве и късмет (20 януари е известен още като „Кьоравата кобила“). Селото е много богато и има доста красиви къщи.

## Обществени институции
В Буковлък функционират основно училище „Климент Охридски“, библиотека, медицински и стоматологичен кабинет. Има детска градина, площадки, хранителни и увеселителни заведения.

## Религии
Християнство (православни). Отбелязва се Спасовден.